# Vatnajökull
Vatnajökull najveći je islandski ledenjak. Obujmom (oko 3000 km³) je najveći ledenjak u Europi.
Nalazi se na jugoistoku otoka i pokriva 8% površine Islanda. Površina mu iznosi 8100 km². Prosječna debljina leda je 380 m, a maksimalna 950 m. Ispod Vatnajökulla nalazi se nekoliko vulkana, kao i vulkanskih jezera.
Cijeli ledenjak nalazi se u Nacionalnom parku Vatnajökull, osnovanom 2008. godine. Osim ledenjaka, u nacionalnom parku nalaze se i okolna područja i najveći je europski nacionalni park.

## Galerija
- Prizor iz Nacionalnog parka Vatnajökull.
- Grímsvötn u ledenjaku Vatnajökull.
- Vatnajökull.
- Vatnajökull s ceste za Jökulsárlón.